# Fuglenes afgrund
|  | Denne artikel er oprettet af botten Steenthbot ud fra en ekstern database. Den kan derfor have sproglige fejl eller mangler. Denne skabelon kan fjernes efter kontrol af indholdet. |

Fuglenes afgrund er en dansk kortfilm fra 2021 instrueret af Jacob K. Glogowski.

## Handling
Dansk sci-fi om graviditet, abort, politik og selvbedrag. I et digtet dansk dystopia er den politiske diskurs
blevet intensiveret. Liva Wichfeld forbereder sig på at indtage posten som leder for antiabort-partiet
”Frihed og Ansvar”. Men da Liva selv bliver gravid oplever hun for første gang at hendes personlige og
politiske overbevisning er i konflikt med hinanden.